# Derek Forster
Derek Forster (Newcastle upon Tyne, 19 febbraio 1949 – Durham, 2 maggio 2024) è stato un calciatore inglese, di ruolo portiere.

## Carriera
Formatosi nel Sunderland, complice l'infortunio del titolare Jimmy Montgomery prima dell'inizio dell'incontro, debuttò in prima squadra il 22 agosto 1964 alla giovanissima età di 15 anni e 184 giorni, risultando così il più giovane portiere ad aver mai esordito nella massima serie inglese. La partita disputata contro l'Everton terminò con un pareggio per 3-3.
Nonostante l'inizio precoce, Forster rimase ai margini della rosa dei Black Cats, giocando tra il 1964 e il 1973 solo diciotto incontri di campionato, di cui sei nella massima serie inglese, sopravanzato dal già citato Montgomery.
Nell'estate 1967 con il Sunderland disputò il campionato nordamericano organizzato dalla United Soccer Association: accadde infatti che tale campionato fu disputato da formazioni europee e sudamericane per conto delle franchigie ufficialmente iscritte al campionato, che per ragioni di tempo non riuscirono ad allestire le proprie squadre. Il Sunderland rappresentò i Vancouver Royal Canadians, che conclusero la Western Division al quinto posto finale.
Nel 1973 lasciò il Sunderland per giocare con il Charlton, con cui ottenne il quattordicesimo posto in Third Division 1973-1974. Le successive stagioni le disputò sempre in terza serie, ma in forza al Brighton.
Terminata l'esperienza con i Seagulls tornò nella sua città natale per giocare nel Gateshead. 